# Hjörtur Hermannsson
Hjörtur Hermannsson (Reykjavík, 8 de febrero de 1995) es un futbolista profesional islandés que juega como defensa en el Volos F. C. de la Superliga de Grecia. Es internacional con Islandia.

## Trayectoria
Fylkir
Nacido en Reykjavík, Islandia, Hermannsson comenzó su carrera en Fylkir, de la primera división islandesa.
El 6 de junio de 2011 debutó con el Fylkir, donde ingresó cómo recambio de última hora, en la derrota por 3-1 ante el Stjarnan. Poco después, marcó su primer gol para este club, así como su primer gol profesional, en una victoria por 2-1 sobre Víkingur. Hermannsson hizo nueve apariciones en su primera temporada con el primer equipo.
A pesar de fichar con el PSV Eindhoven en el verano, Hjörtur disputó tres partidos más para el Fylkir.
PSV
El 29 de octubre de 2011 fue a probar suerte al PSV Eindhoven de la Eredivisie.
Finalmente Hjörtur firmó un contrato por tres años con el PSV para así unirse al plantel el 1 de julio de 2012. Hjörtur debutó profesionalmente como jugador del PSV Juvenil el 18 de agosto de 2013 contra el FC Oss en una victoria por 4-0 como local. Reemplazó a Jorrit Hendrix en el minuto 61. Jugó 25 partidos de liga en la temporada 2013-14 después de una lesión de rodilla se dio por finalizada su temporada. En la temporada 2014 continuó en jugando para la cantera del PSV.
Hjörtur fue convocado a la selección absoluta de Islandia antes del partido contra el NAC Breda, pero no jugó (el PSV ganó 2-0 el 3 de febrero de 2015).
Antes de la temporada 2015-16, Hjörtur firmó un contrato oficial con el club, manteniéndolo mínimamente hasta 2018 en él, y en la primera mitad de la temporada, Hjörtur hizo dieciséis apariciones para el equipo y se anunció el 16 de febrero de 2016, su cesión al Allsvenskan Göteborg hasta el verano de dicha temporada. Debutó en el club de Gotemburgo el 2 de mayo de 2016, donde debutó, en una victoria por 6-2 sobre Gefle, y a partir de ese momento Hjörtur se convirtió en el titular del primer equipo durante los meses de mayo y junio, hasta que su préstamo finalizó en mayo.
Brøndby IF
Hjörtur se incorporó al Brøndby danés por 300 000 euros, y se convirtió en el sustituto de Daniel Agger, que se retiró al final de la temporada.
Después de perderse el partido inaugural de la temporada, Hjörtur debutó en el Brøndby el 31 de julio de 2016, donde jugó todo el partido, empatando 2-2 contra el Horsens, y semanas después de su debut, Hjörtur anotó su primer gol para el club el 14 de agosto de 2016, en una victoria por 4-0 sobre el SønderjyskE. A partir de ese momento, Hermannson es titular indiscutido.

## Selección nacional
Durante los últimos tres años, Hjörtur fue nombrado por la UEFA como uno de los jugadores promesas de dicha Confederación.
En el Campeonato Europeo Sub-17 Eslovaquia y anotó en una ocasión durante un encuentro disputado contra Francia sub-17. Tras el final del torneo, Hjörtur Hermannson fue incluido en el equipo ideal del torneo.
Al año siguiente, fue convocado por primera vez por la aub-21 islandesa y debutó con este seleccionado el 6 de febrero de 2013, donde jugó todo el partido a pesar de perder por 3-0 ante la sub-21 de Gales, y no fue hasta el 5 de marzo de 2014 cuando Hjörtur anotó su primer gol, en una derrota por 3-2 ante la sub-21 de Kazajistán. Un año más tarde, Hjörtur volvió a marcar el 5 de septiembre de 2015, al imponerse por 3-2 a Francia sub-21. En octubre de 2016, fue capitán por primera vez en la selección de Islandia sub-21, fue victoria por 2-0 ante su par de Escocia.
Hjörtur recibió su primera convocatoria en la selección absoluta de Islandia para disputar amistosos contra Polonia y Eslovaquia en noviembre de 2015. No fue hasta el 31 de enero de 2016 cuando debutó en dicha selección, ingresando como suplente en el segundo tiempo, en la derrota por 3-2 ante Estados Unidos. Hermannson no hizo ninguna aparición en toda la Eurocopa 2016, en donde su país llegó a cuartos de final venciendo incluso a la selección de Inglaterra, Hermannson declaró que el mejor día de su vida fue aquel cuando fue convocado para la Eurocopa 2016.

## Palmarés

### Títulos nacionales
| Título                 | Club       | País      | Año  |
| ---------------------- | ---------- | --------- | ---- |
| Copa de Dinamarca      | Brøndby IF | Dinamarca | 2018 |
| Superliga de Dinamarca | Brøndby IF | Dinamarca | 2021 |

## Vida privada
Luego de su paso por Países Bajos, decidió estudiar el idioma de dicho país.